# Vlag van Vierpolders

Vlag van de gemeente Vierpolders (1969-1980)

Voorstel van de gemeentevlag van Vierpolders (volgens Kl. Sierksma Nederlands Vlaggenboek 1962)

De vlag van Vierpolders is op 25 juni 1969 bij raadsbesluit vastgesteld als de gemeentevlag van de Zuid-Hollandse gemeente Vierpolders. De vlag kan als volgt worden beschreven:
Vier banen van rood en wit, met op de eerste baan een wit zwaard, vergezeld van tien gele penningen met een wit kruis; vijf links, vier rechts en een boven de punt.
De vlag is afgeleid van het gemeentewapen, dat in de linkerbaan is afgebeeld. Een ander ontwerp van de Hoge Raad van Adel lag volgens Sierksma in 1962 voor, deze vlag had drie even lange banen van rood en wit, met op het midden van de rode banen een gele penning.
Opmerking: De tekening van de vlag volgens Sierksma (blz.125) toont eigenlijk de vlag van Venlo.
Op 1 januari 1980 werd de gemeente opgeheven. Vierpolders kwam, samen met Zwartewaal, onder de gemeente Brielle te vallen. De vlag kwam daardoor als gemeentevlag te vervallen. Sinds 2023 valt Vierpolders onder de gemeente Voorne aan Zee.

## Verwante afbeeldingen

Het wapen van Vierpolders

Alkemade 
· Ameide 
· Ammerstol 
· Arkel 
· Asperen 
· Benthuizen 
· Bergambacht 
· Bergschenhoek 
· Berkel en Rodenrijs 
· Bernisse 
· Binnenmaas 
· Bleiswijk 
· Bleskensgraaf en Hofwegen
· Bodegraven 
· Boskoop
· Brielle 
· Cromstrijen 
· De Lier 
· Delfshaven 
· Dirksland 
· Everdingen 
· Geervliet 
· Giessenburg 
· Giessenlanden
· Goedereede 
· Goudswaard 
· Graafstroom 
· 's-Gravendeel 
· 's-Gravenzande 
· Groot-Ammers
· Hagestein 
· Haastrecht 
· Hazerswoude 
· Heenvliet 
· Heerjansdam 
· Hei- en Boeicop
· Heinenoord
· Hellevoetsluis 
· Hillegersberg
· Jacobswoude
· Kamerik
· Korendijk
· Koudekerk aan den Rijn
· Krimpen aan de Lek
· Langerak
· Leerdam
· Leidschendam
· Leimuiden
· Lexmond
· Liemeer
· Liesveld
· Maasland
· Middelharnis
· Mijnsheerenland
· Moerhuizen
· Moerkapelle
· Molenwaard
· Monster
· Moordrecht
· Naaldwijk
· Nederlek
· Nieuw-Beijerland
· Nieuwerkerk aan den IJssel
· Nieuw-Lekkerland
· Nieuwpoort
· Nieuwveen
· Noordwijkerhout
· Nootdorp
· Numansdorp
· Oostflakkee
· Oostvoorne
· Oud-Alblas
· Oud-Beijerland 
· Oude-Tonge 
· Oudenhoorn 
· Ouderkerk 
· Ouderkerk aan den IJssel
· Overschie
· Piershil 
· Pijnacker 
· Poortugaal 
· Puttershoek 
· Reeuwijk 
· Rhoon 
· Rijnsaterwoude 
· Rijnsburg 
· Rijnwoude 
· Rockanje 
· Rozenburg 
· Sassenheim 
· Schelluinen 
· Schipluiden 
· Schoonhoven 
· Schoonrewoerd 
· Sommelsdijk 
· Spijkenisse 
· Streefkerk 
· Strijen 
· Ter Aar 
· Valkenburg 
· Vianen 
· Vierpolders 
· Vlist 
· Voorburg 
· Voorhout 
· Warmond 
· Wateringen 
· Westmaas 
· Westvoorne 
· Woerden 
· Woubrugge 
· Zederik 
· Zevenhoven 
· Zevenhuizen 
· Zevenhuizen-Moerkapelle 
· Zuid-Beijerland 
· Zuidland 
· Zwammerdam 
· Zwartewaal